# Klucze (województwo małopolskie)

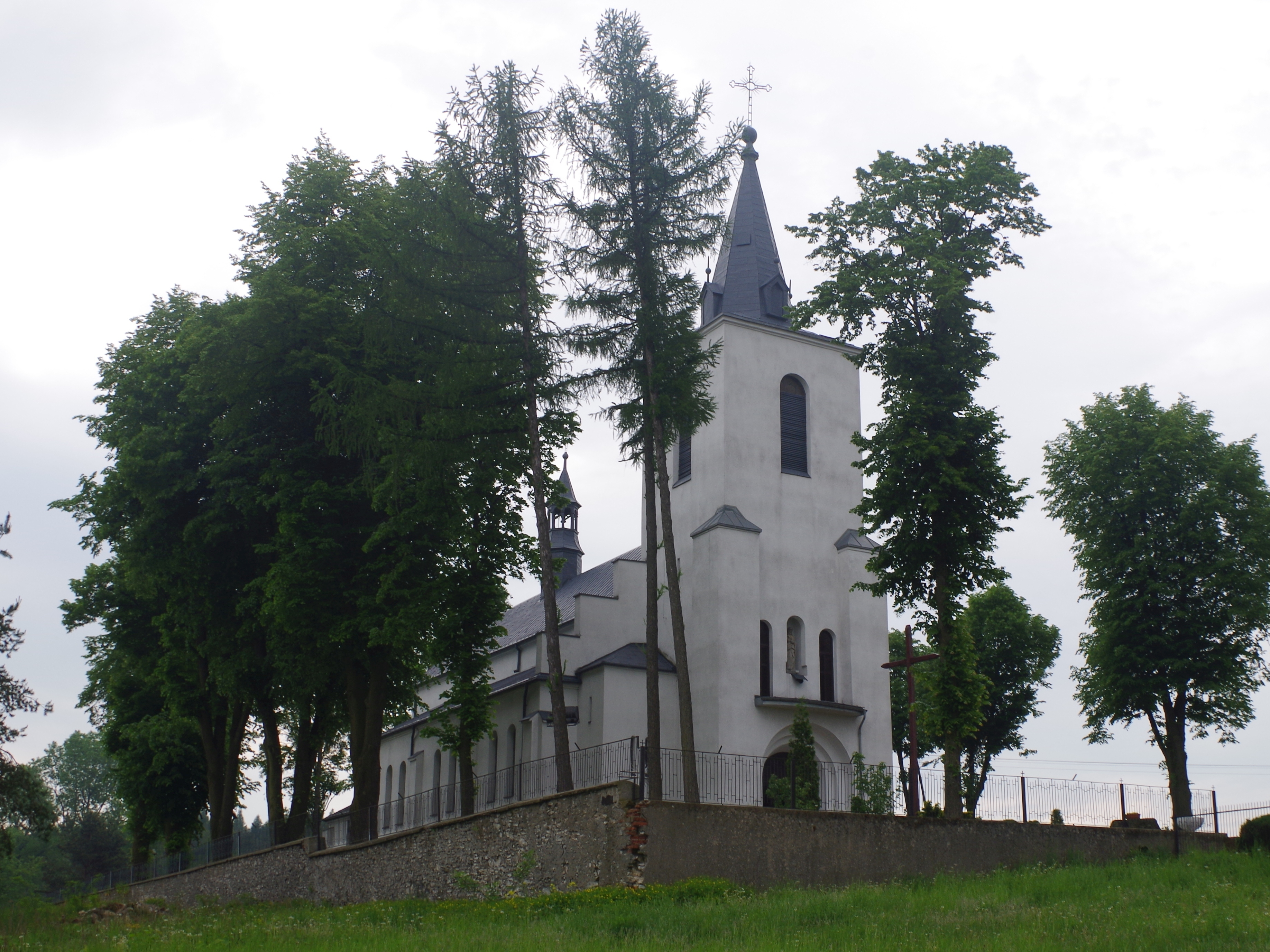
Kościół

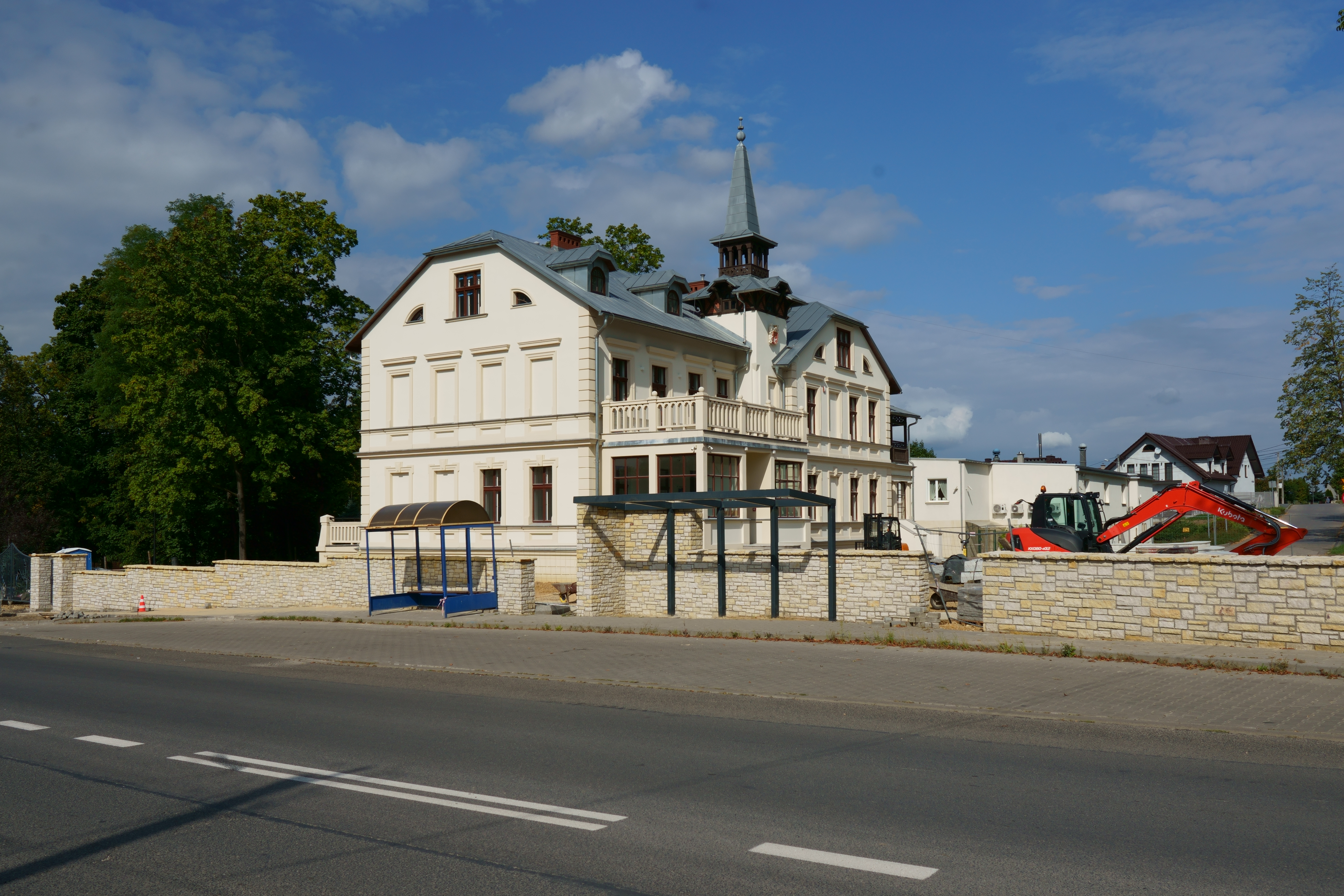
Pałac Dietla

Klucze – wieś w Polsce położona w województwie małopolskim, w powiecie olkuskim, w gminie Klucze.
Miejscowość jest siedzibą gminy Klucze.
Obok przepływa Biała Przemsza.

## Historia
Swoje początki wieś Klucze zawdzięczają królowej Elżbiecie, która sprzedając w 1374 roku Jaśkowi i Wawrzkowi kluczewskie sołectwo z 2 sadzawkami rybnymi i łąką z rudą kopalnianą za 30 grzywien zapoczątkowała lokację wsi. Zasiedlający ją kmiecie korzystali z 12-letniej wolnizny od świadczeń co wskazuje, że osada w tym czasie nie była w pełni ukształtowana. W 1388 roku król Polski, którym w tym czasie była Jadwiga Andegaweńska połowę Klucz nadał Włodkowi, cześnikowi krakowskiemu, ale w XV i XVI wieku z powrotem były królewszczyzną należąc na zmianę do niegrodowego starostwa ogrodzienieckiego i rabsztyńskiego. W 1595 roku wieś położona w powiecie proszowskim województwa krakowskiego była własnością wojewody krakowskiego Mikołaja Firleja.
W 1789 r. wieś była własnością szlachecką liczącą 164 mieszkańców w 32 domach w tym 4 żydów.
W latach 1954–1972 wieś należała i była siedzibą władz gromady Klucze. W latach 1975–1998 miejscowość administracyjnie należała do województwa katowickiego.

## Gospodarka
W miejscowości znajduje się fabryka papieru producenta Velvet Care, w której zatrudnionych jest kilkuset pracowników. W miejscowości działa również zakład H+H produkujący silikaty.

## Zabytki
Obiekt wpisany do rejestru zabytków nieruchomych województwa małopolskiego:
- Pałac Dietlów, ul. Rabsztyńska 1, 1905.

## Rekreacja i wypoczynek
- Pustynia Błędowska, czyli unikatowy w skali kraju obszar pustynny. Obszar jest używany do ćwiczeń wojskowych.
- Czubatka – punkt widokowy na Pustynię Błędowską i okolice.
- Klucze otoczone są ogromnymi kompleksami leśnymi, w których wyznaczono trasy rowerowe.

## Wspólnoty wyznaniowe
- Kościół rzymskokatolicki:
  - parafia Najświętszej Maryi Panny Nieustającej Pomocy
- Świadkowie Jehowy:
  - zbór Klucze (Sala Królestwa ul. Hardego 12)[8][9]
- Kościół Zielonoświątkowy w RP:
  - Zbór „Samarytanin” w Kluczach

Na terenie Klucz znajduje się cmentarz wojenny z 1914 roku (dokładnie w Chechle, las przy stawach kluczewskich)

## Demografia
W ostatnich latach obserwuje się wzrost ludności:
- 1998 – 4620
- 2002 – 4754
- 2009 – 5128
- 2011 – 5182

## Komunikacja miejska
W Kluczach komunikację miejską obsługuje Związek Komunalny Gmin Komunikacja Międzygminna w Olkuszu. Przez Klucze przejeżdżają autobusy linii: 470, 471, 472, 473, 474, 475, 476 i 477. Przez Klucze przejeżdżają też liczni prywatni przewoźnicy.